# Ácido aminobenzoico
| Ácido aminobenzoico                 |                                                                  |                                                |                                                |
| Nome                                | Ácido 2-aminobenzoico                                            | Ácido 3-aminobenzoico                          | Ácido 4-aminobenzoico                          |
| Outros nomes                        | Ácido o-aminobenzoico Ácido orto-aminobenzoico Ácido antranílico | Ácido m-aminobenzoico Ácido meta-aminobenzoico | Ácido p-aminobenzoico Ácido para-aminobenzoico |
| Fórmula estrutural                  |                                                                  |                                                |                                                |
| Número CAS                          | 118-92-3                                                         | 99-05-8                                        | 150-13-0                                       |
| PubChem                             | 227                                                              | 7419                                           | 978                                            |
| Fórmula molecular                   | C7H7NO2                                                          | C7H7NO2                                        | C7H7NO2                                        |
| Massa molar                         | 137,14 g·mol−1                                                   | 137,14 g·mol−1                                 | 137,14 g·mol−1                                 |
| Estado físico                       | sólido                                                           | sólido                                         | sólido                                         |
| Descrição                           | pó branco cristalino                                             | pó branco cristalino                           | pó branco cristalino                           |
| Ponto de fusão                      | 146–148 °C                                                       | 174 °C                                         | 186–189 °C                                     |
| Ponto de ebulição                   | Decompõe-se acima de 200 °C                                      | –                                              | –                                              |
| pKsCOOH                             | 2,05                                                             | 3,07                                           | 2,38                                           |
| pKsNH2 (der konjugierten Säure BH+) | 4,95                                                             | 4,73                                           |                                                |
| Solubilidade em água                | 5,72 g·l−1 (25 °C)                                               | 5,9 g·l−1 (20 °C)                              | 4,7 g·l−1 (20 °C)                              |
| Identificação- GHS                  | Atenção                                                          | Atenção                                        | Sem identificação GHS                          |
| Frases H e P                        |                                                                  |                                                |                                                |
| 319                                 | 302 - 315 - 319 - 335                                            | Sem frase H                                    |                                                |
| 305+351+338                         | 261 - 305+351+338                                                | 260                                            |                                                |
| Rotulagem de substâncias perigosas  | Irritante                                                        | Nocivo                                         | Nenhum símbolo de perigo                       |
| Frases R                            | 36                                                               | 22 - 36/37/38                                  | Sem frase R                                    |
| Frases S                            | Sem frase S                                                      | 26                                             | 22                                             |

Os ácidos aminobenzoicos formam em Química uma família de compostos, os quais são derivados tanto do ácido benzoico como da anilina. A estrutura consiste de uma anel benzeno com grupos carboxyl- (–COOH) e amino (–NH2) adicionais como substituintes. Através de seus diferente arranjos (orto, meta ou para) resultam em três isômeros de posição. O ácido 2-aminobenzoico é também conhecido pelo seu nome trivial ácido antranílico.

## Propriedades
O grupo de substâncias ácido aminobenzoico incluem:
- Ácido 2-aminobenzoico (ácido orto-aminobenzoico), também conhecido como ácido antranílico
- Ácido 3-aminobenzoico (ácido meta-aminobenzoico)
- Ácido 4-aminobenzoico (ácido para-aminobenzoico), também conhecido como PABA (do inglês para-aminobenzoic acid)

Em comparação com ácidos aminocarboxílico alifáticos o ácido aminobenzóico apresenta-se em solução aquosa em uma proporção significativamente mais baixa do que o Zwitterions (H3N+-R-COO−) devido a alcalinidade proporcionada pelo grupo amino no anel fenilo estar reduzida.